# Саткевич, Александр Александрович
Александр Александрович Саткевич (22 августа [3 сентября] 1869, Кронштадт ― 8 июля 1938) ― русский военный инженер и педагог. Генерал-лейтенант Русской императорской армии, начальник Николаевского инженерного училища и Николаевской Инженерной Академии в 1914—1918 гг. Специалист в области гидро-, аэро- и термодинамики.

## Биография

### Ранние годы
Александр Александрович Саткевич родился 22 августа [3 сентября] 1869 года в Кронштадте в семье военного врача. Начальное военное образование получил, окончив в 1886 году второй Петербургский кадетский корпус, а в 1894 году — Николаевскую инженерную академию. Затем продолжил обучение в России в Петербургском университете, за границей — в Высшей технической школе в Берлине и Цюрихском политехникуме.

### Начало педагогической и научной деятельности
Свою первую диссертацию «Приложение законов термодинамики к тепловым машинам» защитил в 1898 году, вторую, под названием «Установившееся прямолинейное движение газа, далёкого от условий сжатия» — в 1902 году. В 1903 году стал профессором Николаевского инженерного училища (педагогическую деятельность начал там ещё в 1896 году). С 1914 года — заслуженный ординарный профессор Николаевской инженерной академии, в 1917 году — генерал-лейтенант, начальник Николаевской инженерной академии.

### После революции
После Октябрьской революции первой и главной заботой Саткевича было сохранение имущества и оборудования военно-инженерной академии от разграбления. В 1919 году он был арестован, и ему угрожал расстрел. Однако ещё во времена учёбы в Николаевской академии он близко сошёлся с видной революционеркой Александрой Коллонтай. Убедившись в отсутствии возможности или желания помочь со стороны Максима Горького, Григория Зиновьева, Феликса Дзержинского, она обратилась лично к Владимиру Ленину, потребовав отменить казнь Саткевича, либо, в противном случае, расстрелять и её саму: «это для меня вопрос жизни. Не для Саткевича, а для меня».

#### Работа в Российском гидрологическом институте
В этот раз Саткевичу сохранили жизнь, однако с тех пор он оказался вынужден служить «на благо революции». В это же время очень широко обсуждалась подготовленная ещё до Октябрьской революции программа электрификации России, предусматривавшая создание широкой сети гидроэлектростанций. Научно-методическим обеспечением создаваемых каскадов ГЭС должен был заниматься формируемый Российский гидрологический институт, одно из первых в мире специализированных гидрологических научных организаций. В его создании, а также в обсуждении программы работ приняли участие крупнейшие российские учёные того времени: Лев Берг, Владимир Вернадский, Александр Карпинский, Николай Павловский, Нестор Пузыревский и прочие именитые деятели науки.
Первым директором Российского гидрологического института был назначен Виктор Глушков, а его заместителем по науке и руководителем крупнейшего гидравлико-математического отдела — Александр Саткевич, которому тогда же было присвоено звание старшего гидролога. Назначение его на эту должность было далеко не случайно. Несмотря на то, что Саткевич был военным инженером, вопросами водного хозяйства он начал интересоваться ещё задолго до того, как стал сотрудником РГИ-ГГИ, опубликовав в 1899 г. статью «Водоснабжение городов», а в 1906 г. монографию «Общий метод расчёта водопроводных систем».
Саткевич стал наиболее активным автором публикаций в ранних изданиях РГИ-ГГИ и создал к началу 1930 г., по оценке академика Сергея Христиановича, весьма эффективный научный коллектив в области речной гидравлики и гидрологии.

### Поздние годы, арест и смерть
Был организатором и деканом (1929—1930) факультета воздушных сообщений в Институте инженеров путей сообщения. Выпустил в свет фундаментальный труд «Аэродинамика как теоретическая основа авиации». Позже руководил кафедрой аэродинамики и динамики полёта в Институте воздушного флота, возглавлял аэроинститут (НИАИ), в ОКБ которого был создан ряд новых самолётов. Член-корреспондент Академии наук СССР по Отделению математических и естественных наук (гидродинамика) с 1933 года. Был профессором и в течение ряда лет начальником Военно-инженерной академии РККА.
2 февраля 1938 года Саткевич, по личному приказу наркома внутренних дел Николая Ежова, был арестован в своём доме, в Ленинграде. Как и девятнадцатью годами раньше, ему инкриминировалось участие в контрреволюционной офицерской монархической организации. На этот раз Коллонтай, будучи послом в Швеции, даже не попыталась встать на его защиту и оспорить это обвинение, понимая бесполезность всей этой затеи. Саткевич был расстрелян 8 июля 1938 года в Ленинграде. В некоторых источниках фигурирует другая дата смерти — 16 мая 1942 года, но она является сфальсифицированной.
После смерти Сталина и пересмотра подобных дел, Саткевич был реабилитирован 14 мая 1956 г., а Постановлением президиума АН СССР от 4 января 1957 года, по представлению Сергея Христиановича, восстановлен в членстве АН.
Хотя Александр Саткевич приложил множество усилий для становления гидрологии как самостоятельной науки на её начальном этапе развития в СССР, его имя ныне считается полузабытым и редко упоминается в трудах по истории гидрологии в России.

### Семья
Младший брат — Владимир Александрович (1877—1976 гг.), контр-адмирал, был начальником кафедры астрономии ВВМУ им. М. В. Фрунзе с 1940 по 1947 гг. Младшая сестра — Вера Александровна. Супруга — Екатерина Григорьевна (вдова инженер-генерал-майора В. А. Сокольского).  Пережил роман с Александрой Коллонтай, в любовной переписке она звала его «дяденька».

## Награды
- Св. Анны 3-й ст. (1901)
- Св. Станислава 2-й ст. (1906)
- Св. Анны 2-й ст. (1909)
- Св. Владимира 4-й ст. (1912)
- Св. Владимира 3-й ст. (ВП 06.12.1914)
- Св. Станислава 1-й ст. (ВП 22.03.1915)
- Св. Анны 1-й ст. (ВП 10.04.1916)[3]

## Некоторые сочинения
- Водоснабжение городов. 1899;
- Гидромеханика. 1904;
- Анализ плоского струевого потока, как целой механической системы. 1924;
- Уравнение поперечного взаимодействия струй потока и его применение к анализу форм движения жидкостей. 1924;
- Натуральные координаты гидродинамики управляемого руслом потока. 1926;
- Гидравлические турбины. 1929;
- Теоретическая гидрология. 1933;
- Методические замечания к струйной теории Кирхгофа. 1933;
- Теоретические основы гидроаэромеханики. 1934.